# Oscar Bruno
Oscar P. Bruno es un profesor de matemática & computacional aplicada en informática en el Departamento de Ciencias Matemáticas en el Instituto de California de Tecnología. Es conocido por sus investigaciones en análisis numérico.

## Biografía académica
Bruno recibió la licenciado por la Universidad de Buenos Aires en 1982, y completó el PhD en matemática por la Universidad de Nueva York en 1989.
Su asesor de tesis fue Robert V. Kohn, y su disertación estuvo titulada "La Conductividad Eficaz de una Mezcla Infinitamente Intercambiable".
Enseñó en la Universidad de Minnesota de 1989 a 1991, y en el Instituto de Georgia de Tecnología de 1991 a 1995.
Ha trabajado en la Facultad del Instituto de California de Tecnología desde entonces 1995.

## Premios y honores
En 1994, se le otorgó una membresía Alfred P. Sloan de investigaciones. Fue inducido Miembro de la Sociedad de la Matemática Industrial y Aplicada (SIAM) en 2013.